# ジグザグ

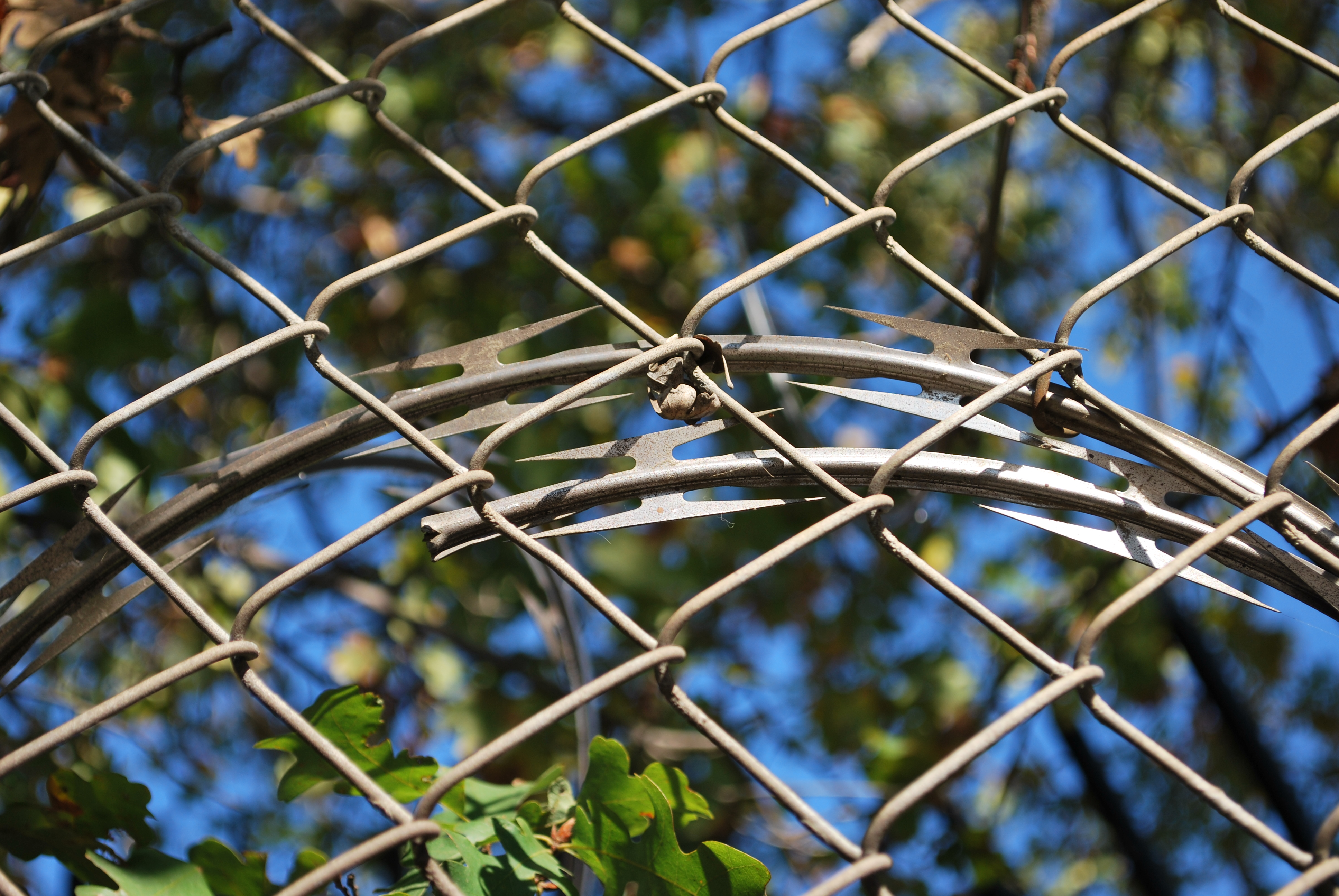
菱形金網は、ジグザグ状に曲げられたワイヤーを組み合わせている。

ジグザグ（英/仏：zigzag）は、Z字状に直線が何度も折れ曲がっている物や形態のこと。下図のように、直線に対して左へ角度を付けたら次は右へ、その次は再び左、次はまた右…と、一定の間隔ごとに角度を付け、その度に折り返して逆方向へ折れ曲がる線状のものをジグザグという。ジグザグ線の角の部分を緩やかな曲線にしたものは、波線という。
語源はフランス語で「歯」を意味するzagを重複させた「鋸の歯」が由来とする説が有力で、1600年代から用例がある。日本語ではギザギザ（刻刻、段段　wikt:ぎざぎざ）や、稲妻の形に例えて稲妻形（いなづまがた）と呼ぶ。